# Michael Larnell
Michael Larnell ist ein US-amerikanischer Filmregisseur, Drehbuchautor und Filmproduzent.

## Leben
Sei Debüt als Regisseur und Drehbuchautor gab Larnell 2015 mit dem Film Cronies. 2017 stellte er im Rahmen des Sundance Film Festivals seine Filmbiografie Roxanne Roxanne über die Rapperin Roxanne Shanté vor, für den er auch das Drehbuch schrieb.

## Filmografie (Auswahl)
- 2009: For Your Safety (Kurzfilm)
- 2015: Cronies
- 2017: Roxanne Roxanne